# Cedicus israeliensis
Cedicus israeliensis är en spindelart som beskrevs av Levy 1996. Cedicus israeliensis ingår i släktet Cedicus och familjen vattenspindlar.
Artens utbredningsområde är Israel. Inga underarter finns listade i Catalogue of Life.